# 吉姆·兰普利
吉米·D·兰普利（英語：Jimmy D. Lampley，1960年7月2日—），美国NBA联盟前职业篮球运动员。他在1983年的NBA选秀中第5轮第102顺位被达拉斯小牛选中。